# 낙성대로
낙성대로(Nakseongdae-ro)는 서울특별시 관악구 봉천동(낙성대동)에 있는 서울특별시도로, 총 연장은 1.170 km이다. 도로의 명칭이 유래된 것은 서울특별시의 유형문화재로 지정된 강감찬 장군의 출생지로 알려진 낙성대가 있는데서 유래되었다.

## 역사
- 2010년 6월 3일 : 도로명으로 낙성대로를 고시

## 주요 경유지
- 관악구
  - 행운동 - 낙성대동

## 접촉하는 도로
- 남부순환로
- 봉천로

## 주요 건물 및 시설
- 낙성벤처창업센터 (낙성대로 2/봉천동 1662-36)
- 아놀노타워 (낙성대로 4/봉천동 1662-37)
- 이스트빌딩 (낙성대로 10/봉천동 1627-9)
- 캐슬파인고시텔 (낙성대로 20/봉천동 1625-20)
- 서울인헌초등학교 (낙성대로 23/봉천동 212-3)
- 낙성대동성당 (낙성대로 26/봉천동 300-5)
- 관악구재향군인회 (낙성대로 32/봉천동 300-17)
- 소호리빙텔 (낙성대로 33/봉천동 300-11)
- 낙성대현대아파트 (낙성대로 37/봉천동 296)
- 낙성대R&D센타 (낙성대로 38/봉천동 298)
- 구민운동장 (낙성대로 40/봉천동 산56-117)
- 참나선원 (낙성대로 60/봉천동 283-4)
- 서울영어마을 관악캠프 (낙성대로 70/봉천동 272)
- 동병꽃화원 (낙성대로 76/봉천동 262-1)
- 강감찬도시농업센터 (낙성대로 96/봉천동 253-8)
- 서울시과학전시관 (낙성대로 101/봉천동 238)